# Аусбирги
Аусбирги (исл. Ásbyrgi) — каньон, расположенный в северо-восточной части острова Исландия, недалеко от Акюрейри и Хусавика. Является одной из достопримечательностей Национального парка Йёкульсаурглювур. По своей форме внешне похож на подкову, имеет приблизительные размеры: 3,5 км в длину, 1,1 км в ширину, и высоту стен, доходящую до 100 метров. Одно из красивейших мест этого Национального парка и севера Исландии. Примерно в своей середине каньон разделён пополам 25-метровым скальным образованием с вертикальными стенками, называемым Eyjan, что означает «остров». Каньон сформирован грандиозными ледниковыми наводнениями на реке Йёкюльсау-ау-Фьёдлюм, произошедшими дважды после окончания последнего ледникового периода. С тех пор река изменила своё русло и нынче течет двумя километрами восточнее. 
По одной из легенд, каньон получил свою форму, когда Слейпнир, конь Одина, наступил сюда одной из своих восьми ног.